# Xuxa 12 Anos com Você
Xuxa 12 Anos com Você foi um programa especial em comemoração aos 12 anos de carreira da apresentadora Xuxa na emissora Rede Globo. Substituiu o programa Xuxa Park durante a licença-maternidade da apresentadora, e traz uma retrospectiva dos melhores momentos de Xuxa na Globo. No total, foram exibidos 12 programas até a volta do Xuxa Park em 31 de outubro. Enquanto no Planeta Xuxa vários artistas se revezaram no comando do programa.